# Charles H. White
Charles Henry White  (* 29. November 1883 in Taunton, Bristol County, Massachusetts; † 9. April 1971 in San Antonio, Bexar County, Texas) war ein Generalmajor der United States Army. Er war unter anderem Kommandeur der 7. Infanteriedivision und des IX. Korps.
Über die Jugend und die frühe Militärzeit von Charles White ist in den Quellen nichts überliefert. Gesichert ist, dass er in das Offizierskorps des US-Heeres gelangte und dort alle Ränge vom Leutnant bis zum Zwei-Sterne-General durchlief.
In seinen jüngeren Jahren absolvierte er den für Offiziere in den niederen Rangstufen üblichen Dienst in verschiedenen Einheiten und Standorten. Im Jahr 1931 wurde er zum Oberstleutnant und 1936 zum Oberst befördert. Zwischen 1930 und 1933 gehörte er dem Stab des Leiters der Infanterie an (Office of the Chief of Infantry) an. Anschließend war er bis 1936 Stabsoffizier bei der damaligen 1st Corps Area. Zwischen Mai 1936 und September 1937 gehörte er zum Stab der 1. Armee.
Am 17. November 1937 trat Charles White mit der Übernahme des Oberbefehls über das 29. Infanterieregiment seine erste größere Kommandeursstelle an, die er bis zum 7. August 1939 innehatte. Danach war er bis Dezember 1940 Dozent für Militärwissenschaft und Taktik an der University of California. Daran schloss sich bis März 1941 eine Stelle im Stab der 7. Infanteriedivision an. Es folgten vier Monate bis zum Juli 1941 in denen White das Infantry & Artillery Replacement Training Center in Camp Roberts in Kalifornien kommandierte.
Im August 1941 übernahm er das Kommando über die 7. Infanteriedivision, das er bis April 1942 innehatte. In diese Zeit fiel der amerikanische Eintritt in den Zweiten Weltkrieg. Die Division war in Fort Ord in Kalifornien stationiert, nahm dann aber an umfangreichen Manövern in verschiedenen Landesteilen der USA teil. Zu einem Kriegseinsatz kam sie damals noch nicht. Danach übernahm White das Kommando über das IX. Korps, das er zwischen April 1942 und März 1944 bekleidete. Das Korps war damals an der nördlichen Westküste der Vereinigten Staaten als Teil der Küstenverteidigung eingesetzt. Es folgte das Kommando über das Desert Training Center und dann über das Infantry Training Center in Camp Joseph T. Robinson im Bundesstaat Arkansas. Zuletzt war White zwischen Oktober 1944 und März 1946 Mitglied im Stab des Kriegsministeriums. Nach einer Übergangszeit bis zum 31. Juli 1946 trat er in den Ruhestand.
Er starb am 9. April 1971 in San Antonio in Texas und wurde auf dem amerikanischen Nationalfriedhof Arlington beigesetzt.